# Bodil Ouédraogo
Bodil Gerda Awa Ouédraogo (Amsterdam, 1995) is een Nederlands visueel kunstenaar met een focus op the art of dressing up. In 2022 won zij de Amsterdamprijs voor de Kunst in de categorie Stimuleringsprijs.

## Leven en werk
Ouédraogo's vader komt uit Burkina Faso, haar moeder is Nederlandse. Zij studeerde af in Fashion Design aan ArtEZ hogeschool voor de kunsten (2016) en haalde een bachelor Fashion aan de Gerrit Rietveld Academie (2019).
Ze is geïnteresseerd in the art of dressing up als culturele context, een taal waarin historische en sociale betekenissen samenkomen. Ze ontwerpt installaties en performances met textiel, muziek en dans.
Met haar kleding wil zij laten zien hoe verschillende stijlen elkaar kunnen verrijken en verheffen. Vanuit haar biculturele achtergrond zoekt zij naar diepere connecties tussen verschillende culturen en subculturen en creëert hiermee nieuwe, onbekende stijlen. Een ander belangrijk thema in haar praktijk is identiteit. Zij gelooft dat alle stukken van iemands geschiedenis met elkaar verbonden zijn en je maken tot wie je bent. Het zogeheten Zelf is volgens haar één groot verbonden web waarin al deze draden samen het geheel maken en het uniek, complex en aantrekkelijk maken.
Ouédraogo was een van de deelnemers aan de Amsterdam Fashion Week (2019) in het Stedelijk Museum Amsterdam en aan het project A Funeral for Street Culture (2021) bij Framer Framed.
Werk van Ouédraogo maakt deel uit van de vaste collectie van het Stedelijk Museum, werd gepresenteerd op de Gwangju Biënnale 2024 en de Dutch Design Week, in het Textielmuseum, het Nieuwe Instituut en Framer Framed.

## Prijzen en nominaties
In 2019 won Ouédraogo de Dutch Design Award in de categorie Young Designer. In 2022 won zij de Amsterdamprijs voor de Kunst in de categorie Stimuleringsprijs. De jury prees haar vanwege de eigenheid en gelaagdheid van haar werk, dat zich veelal op het snijvlak bevindt van mode en beeldende kunst. In haar werk ziet de jury “een talent met internationale potentie”.  In 2023 werd ze door Het Financieele Dagblad uitgeroepen tot een van de vijftig FD Talents van het jaar. In 2025 werd ze genomineerd voor de NN Art Award, een stimuleringsprijs die jaarlijks wordt toegekend aan een talentvolle kunstenaar die in Nederland is opgeleid en die zijn of haar werk presenteert op de kunstbeurs Art Rotterdam.